# 콰트로 비엔토스역
콰트로 비엔토스 역(스페인어: Cuatro Vientos)은 마드리드 지하철 10호선과 세르카니아스 마드리드 C5호선이 다니는 환승역이다. 마드리드 라티나 구의 A5 도로 인근에 위치해 있다. 요금구역상으로는 A구역에 속한다.

## 역사
1976년 10월, 알루체와 모스톨레스를 잇는 세르카니아스 C6호선이 개통됨에 따라 콰트로 비엔토스 역도 문을 열었다. 이후 C6호선이 C5호선에 편입되었고, 지금까지 C5호선이 다니는 역으로 남아있게 되었다. A5도로의 반대편에 위치해 있으며 데에사델프린시페 지역을 역세권으로 삼고 있다.
2003년 4월에는 10호선의 남부 연장구간 개통에 따라 세르카니아스 승강장 지하에 10호선 승강장이 생겼다. 이에 콰트로 비엔토스 역은 세르카니아스-지하철-버스 연계가 가능한 환승역이 되었다.
2014년 6월 28일부터는 10호선에서 콜로니아 하르딘 역에서부터 푸에르타 델 수르 역까지의 전 구간이 선로 시설개선 공사에 들어가면서 잠시 시종착역 역할을 맡게 되었다. 공사에는 총 1250억 유로의 예산이 투입되었으며, 공사가 끝나면 기존 표정속도인 시속 30km에서 시속 70km까지 늘어날 것으로 예상되었다. 이후 2014년 9월 1일에 공사가 마무리되어 운행을 재개했다.

## 환승 정보
역 주변에 시내버스 정류장이 한 곳 있다. 엑스트레마두라 쪽 출구로 나가면 교외버스 정류장이 있으며 이곳으로 수많은 노선이 다닌다.
버스
- 시내버스
  - 139번 노선 (주간)
- 시외버스
  - 495, 511, 512, 513, 514, 516, 518, 521, 522, 523, 524, 528, 534, 539, 541, 545, 546, 547, 548, 551, 560, 581번 노선 (주간)
  - N501, N502, N503, N504번 노선 (야간)

지하철
| 마드리드 지하철                              | 마드리드 지하철        | 마드리드 지하철                      |
| -------------------------------------------- | ---------------------- | ------------------------------------ |
| 아비아시온 에스파뇰라 오스피탈 인판타 소피아 | 마드리드 지하철 10호선 | 호아킨 빌룸브랄레스 푸에르타 델 수르 |